# Elyra bilineata
Elyra bilineata är en fjärilsart som beskrevs av Alfred Ernest Wileman 1919. Elyra bilineata ingår i släktet Elyra och familjen nattflyn. Inga underarter finns listade i Catalogue of Life.